# Gilbert Bougnol
Gilbert Bougnol (31. august 1866 – 20. oktober 1947) var en fransk fægter som deltog i OL 1900 i Paris.
Bougnol vandt en sølvmedalje i fægtning under OL 1900 i Paris. Han kom på en andenplads i kårde for fægtemester, efter landsmanden Albert Robert Ayat.